# Margarita Voiska
Margarita Voiska est une joueuse d'échecs bulgare née le 3 avril 1963 à Sofia.
Au 1er juin 2017, elle est la cinquième joueuse bulgare avec un classement Elo de 2 294 points.

## Biographie et carrière
Grand maître international féminin, Voiska a remporté onze fois le championnat de Bulgarie féminin (de 1982 à 2010).  Voiska a représenté la Bulgarie lors des 19 olympiades féminines de 1980 à 2016  sans interruption, ce qui constitue le record de participations aux olympiades féminines. Au premier échiquier de la Bulgarie, elle remporta la médaille d'argent par équipe à l'olympiade d'échecs de 1984, ce qui constitue le meilleur résultat de la Bulgarie depuis la création des olympiades féminines en 1957. Elle a également participé à huit championnats d'Europe par équipe féminine depuis la création de la compétition en 1992.
Lors des championnats du monde féminins, elle finit dixième du tournoi interzonal en 1987, 13e du tournoi interzonal de 1990, et 17e des tournois interzonaux de 1991 et 1993.
Voiska remporta le championnat d'Europe senior de 2013.